# Lâu xác
Lâu xác hay còn gọi re to (danh pháp khoa học: Trichosanthes tricuspidata) là một loài thực vật có hoa trong họ Cucurbitaceae. Loài này được Lour. miêu tả khoa học đầu tiên năm 1790.

## Hình ảnh

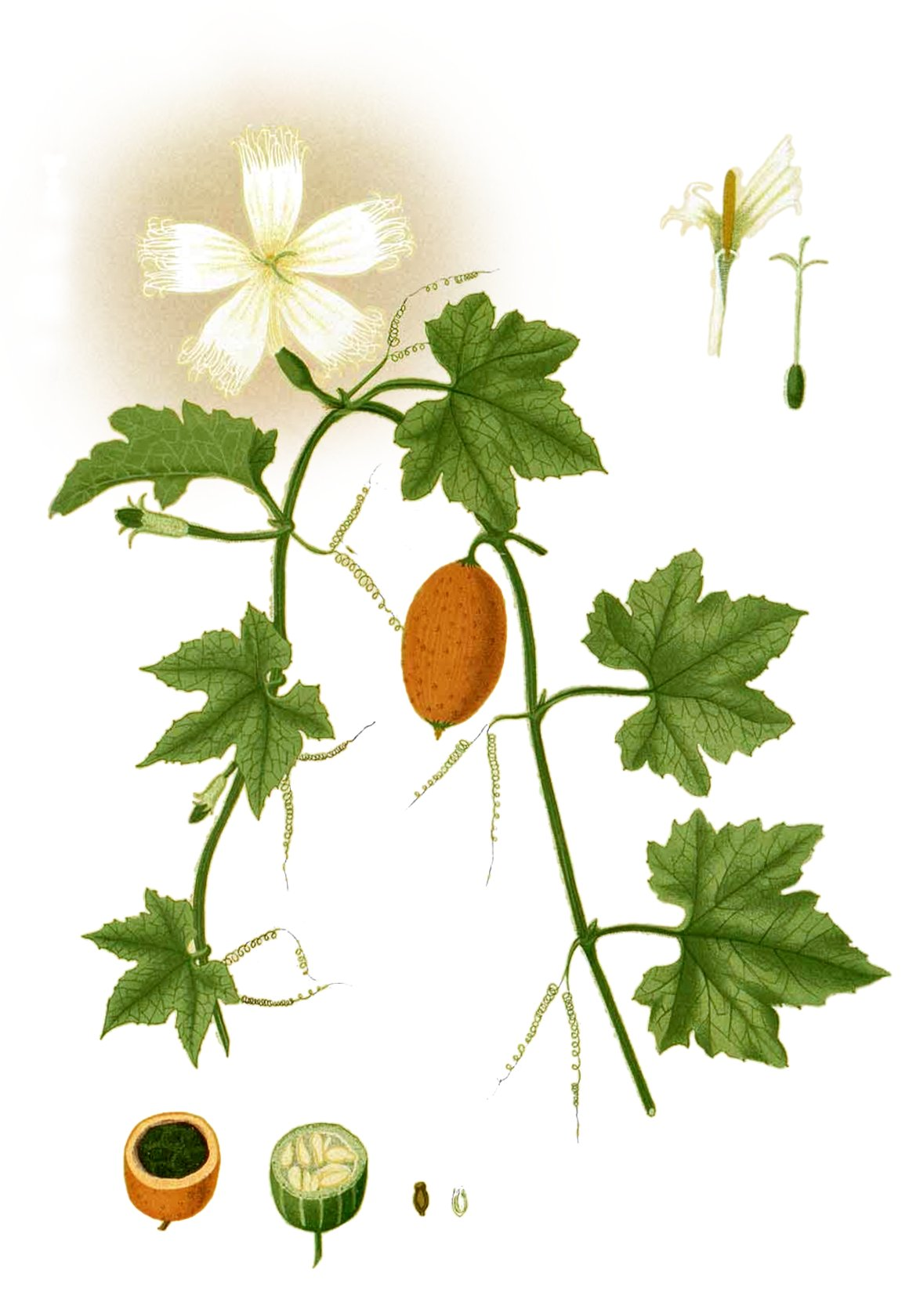
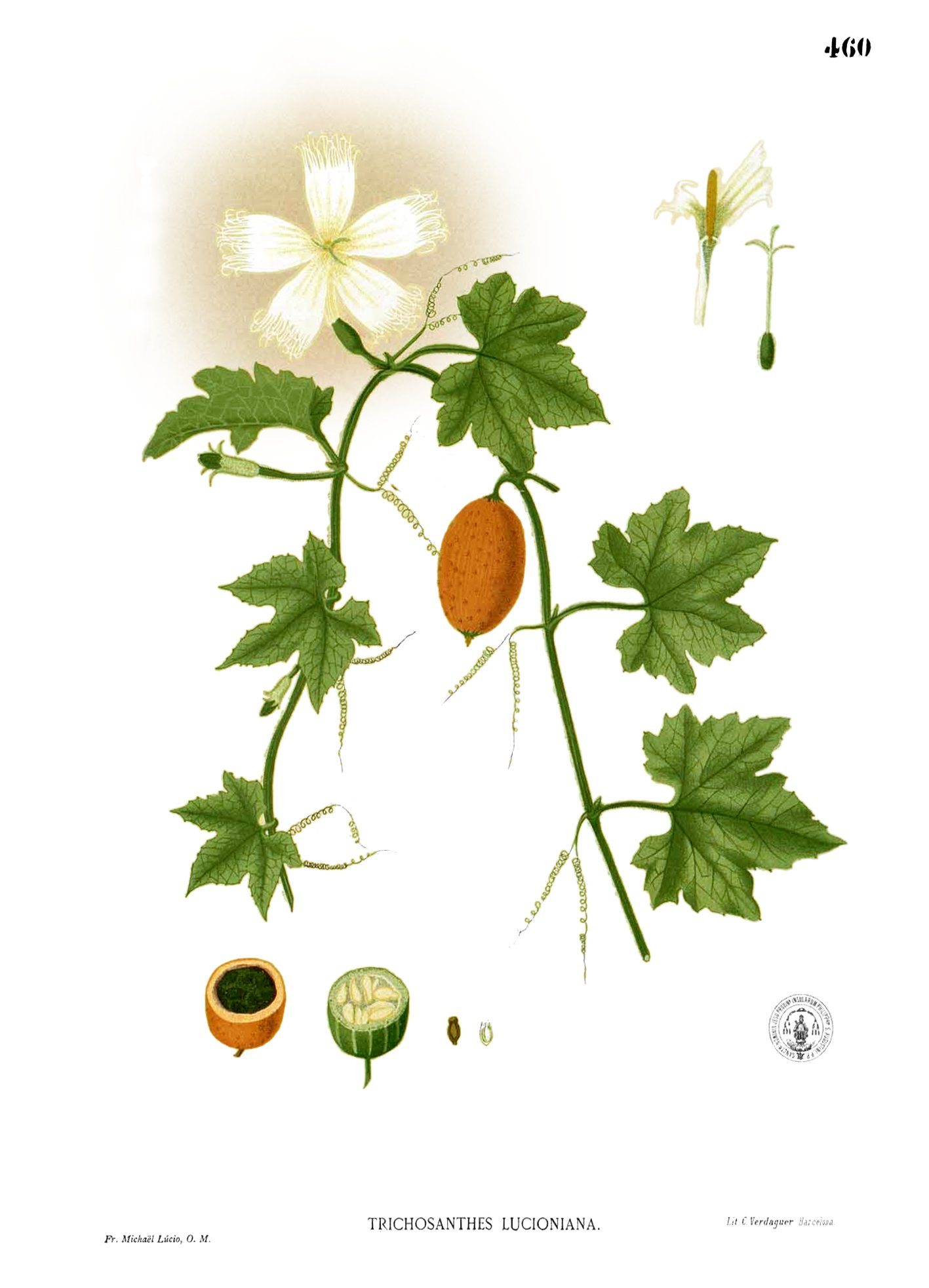
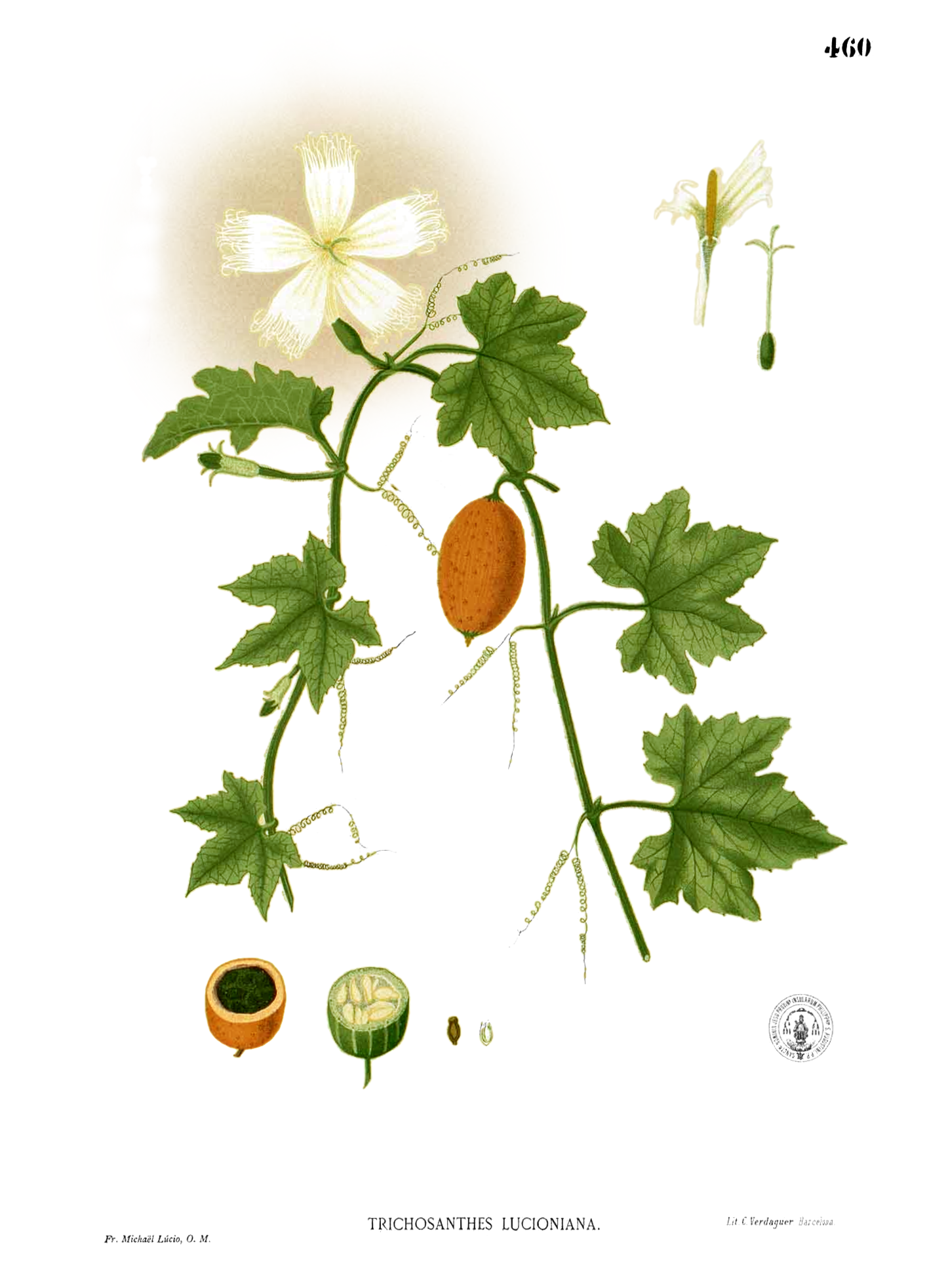